# La ciutat cremada
La ciutat cremada és una pel·lícula catalana del 1976, dirigida per Antoni Ribas, i protagonitzada per Xabier Elorriaga, Francisco Casares, Ángela Molina, Pau Garsaball i Jeannine Mestre com a personatges principals. La pel·lícula portava com a subtítol 'Del desastre de Cuba a la Setmana Tràgica'. Va estar censurada durant més d'un any.
La pel·lícula s'estrenà el 22 de setembre de 1976 al cinema Florida de Barcelona i el 8 de desembre del mateix any al cinema Albéniz de Madrid, i al gener a Palma, on s'exhibí en català. Per les sales de cine passaren 1.447.377 d'espectadors per veure la pel·lícula.
A banda d'actors de prestigi, diferents figures populars de la política i la cultura catalanes també van participar en el repartiment com Heribert Barrera, Miquel Porter i Moix, Joan Manuel Serrat, Joan Reventós, Montserrat Roig, entre d'altres.
La pel·lícula va ser finançada per aportacions econòmiques individuals i col·lectives a través de comptes en participació amb les quals es cobriren quasi quaranta milions de pessetes. El director afirmà que la pel·lícula s'havia finançat gràcies a 102 inversors amb aportacions de 200 i 300 mil pessetes.
| «                                                                 | 'La ciutat cremada' va ser més un triomf nacionalista que no pas un èxit cinematogràfic. | » |
| — Fitxa del departament de cultura de la Generalitat de Catalunya |                                                                                          |   |

És molt coneguda en cercles esperantistes, perquè hi ha una escena en què un grup de treballadors anarquistes estudien en grup la llengua internacional auxiliar esperanto.

## Argument
El film arrenca l'any 1899, amb la derrota del bàndol espanyol a la guerra d'Independència cubana, i evoca deu anys d'història catalana, fins a la Setmana Tràgica del 1909. 'La ciutat cremada' comença amb l'arribada a Barcelona, procedent de Cuba, d'un soldat, Josep (Xabier Elorriaga), i del seu amic Frederic Palau (Francesc Casares), que torna a casa amb un bon grapat de dòlars. La família Palau és rica i rep amb els braços oberts el jove Josep. Roser (Ángela Molina) i Remei (Jeannine Mestre), les nebodes de Frederic, sospiren pel convidat. Josep es decanta per Remei i es casa amb ella, si bé l'atracció entre els cunyats és forta i persisteix al llarg dels anys. La trama principal, però, no és la vida d'aquesta família de ciutat, sinó només és una excusa per descriure els conflictes polítics i socials de l'època des de 1899 fins a 1909.

## Gènesi
Antoni Ribas volia realitzar un film sobre el Futbol Club Barcelona coincidint amb els setanta-cinc anys de la seva fundació, però el cineasta Jordi Feliu se li va avançar amb el documental 'Barça' (1974). Aleshores, Ribas va decidir tirar endavant aquest projecte. Ribas no compliria la seva voluntat de filmar una pel·lícula sobre l'equip blaugrana fins al 2005 titulada 'Centenari'.

## Escena
L'estructura narrativa alterna esdeveniments protagonitzats per la classe política, la classe burgesa i la treballadora. En l'escena hi apareixen personalitats significatives de l'època representada com Francesc Cambó (Adolfo Marsillach), Enric Prat de la Riba (José Luis López Vázquez), Josep Puig i Cadafalch (Joan Borràs) o Alejandro Lerroux (Alfred Lucchetti).
És especialment notable la celebració del Cap d'Any del 1899 al 1900 filmada des de tres punts de vista. Per una banda, l'espectador contempla el luxe de l'alta burgesia, per l'altra la modèstia dels anarquistes i, finalment, observa la disbauxa dels 'bon vivants', que juguen a la gallineta cega amb noies nues.

## Premis
- Premi del Círculo de Escritores Cinematográficos al Millor actor (Xabier Elorriaga)
- Premi especial del Jurat del Festival Internacional de Cine de Montreal (Antoni Ribas)[2]
- Primer premi del Festival Internacional de Cine de Biarritz el 1980.[2]
- Laceno de Oro en el XII Festival Internacional de Cinema Neorrealista i d'Avantguarda, d'Avellino.[7]